# 9 Водолея
9 Водолея (лат. 9 Aquarii, HD 200004) — одиночная звезда в созвездии Водолея на расстоянии приблизительно 583 световых лет (около 179 парсеков) от Солнца. Видимая звёздная величина звезды — +6,55m.

## Характеристики
9 Водолея — жёлтый гигант спектрального класса G6/8III. Радиус — около 12,16 солнечных, светимость — около 112,09 солнечных. Эффективная температура — около 5158 К.